# Agentes secretos
Agentes secretos es una coproducción cinematográfica franco-ítalo-española de 2004, dirigida por dirigida por Frédéric Schoendoerffer. Protagonizada por Vincent Cassel, Monica Bellucci, Ludovic Schoendoerffer, Sergio Peris Mencheta, André Dussollier y Charles Berling en los papeles principales.

## Argumento
Un agente de la DGSE, Brisseau (Vincent Cassel), tiene como misión interceptar y destruir una carga ilegal de armas a bordo del carguero Anita Hans con destino a Angola, enviada por el traficante ruso Igor Lipovsky (Serge Avedikian). La operación llamada Jano se llevará a cabo en Casablanca, Marruecos. A Brisseau lo acompañan tres agentes, Loic (Ludovic Schoendoerffer), Raymond (Sergio Peris-Mencheta) y Lisa (Monica Bellucci). Lisa desea abandonar definitivamente la DGSE, cuando termine esta misión, pero las cosas se complican cuando aparece un agente estadounidense que conduce una misión semejante y desea deshacerse de los agentes franceses.(8) éxito, y al regresar, Lisa es detenida en el aeropuerto y arrestada por llevar heroína consigo. Raymond es asesinado y Brisseau se da cuenta de que han sido traicionados y decide rescatar a Lisa de la cárcel.

## Reparto
- Vincent Cassel: Brisseau
- Monica Bellucci: Barbara / Lisa
- Bautista: Coronel Grasset
- Charles Berling: Eugène
- Bruno Todeschini: Hombre de civil
- Sergio Peris-Mencheta: Raymond
- Ludovic Schoendoerffer: Loïc
- Éric Savin: Tony
- Serge Avedikian: Igor Lipovsky
- Gabrielle Lazure: Véronique Lipovsky
- Najwa Nimri: María Menéndez
- Simón Andreu: Deligny
- Clément Thomas: Homme de main
- Rosanna Walls: Amiga de María Menéndez
- Jay Benedict: El estadounidense

- Datos: Q392834